# ميلي هيوز فولفورد
ميلي هيوز فولفورد (بالإنجليزية: Millie Hughes-Fulford)‏ (و. 1945 –  م) هي رائدة فضاء، وكيميائية من الولايات المتحدة الأمريكية . ولدت في مينيرال ويلز .

## ريادة الفضاء
شاركت في المهمات الفضائية:
- STS-40.